# NGC 390
NGC 390 is een ster in het sterrenbeeld Vissen.
NGC 316 werd op 19 november 1884 ontdekt door de Franse astronoom Guillaume Bigourdan.